# Pont en dalles de pierre

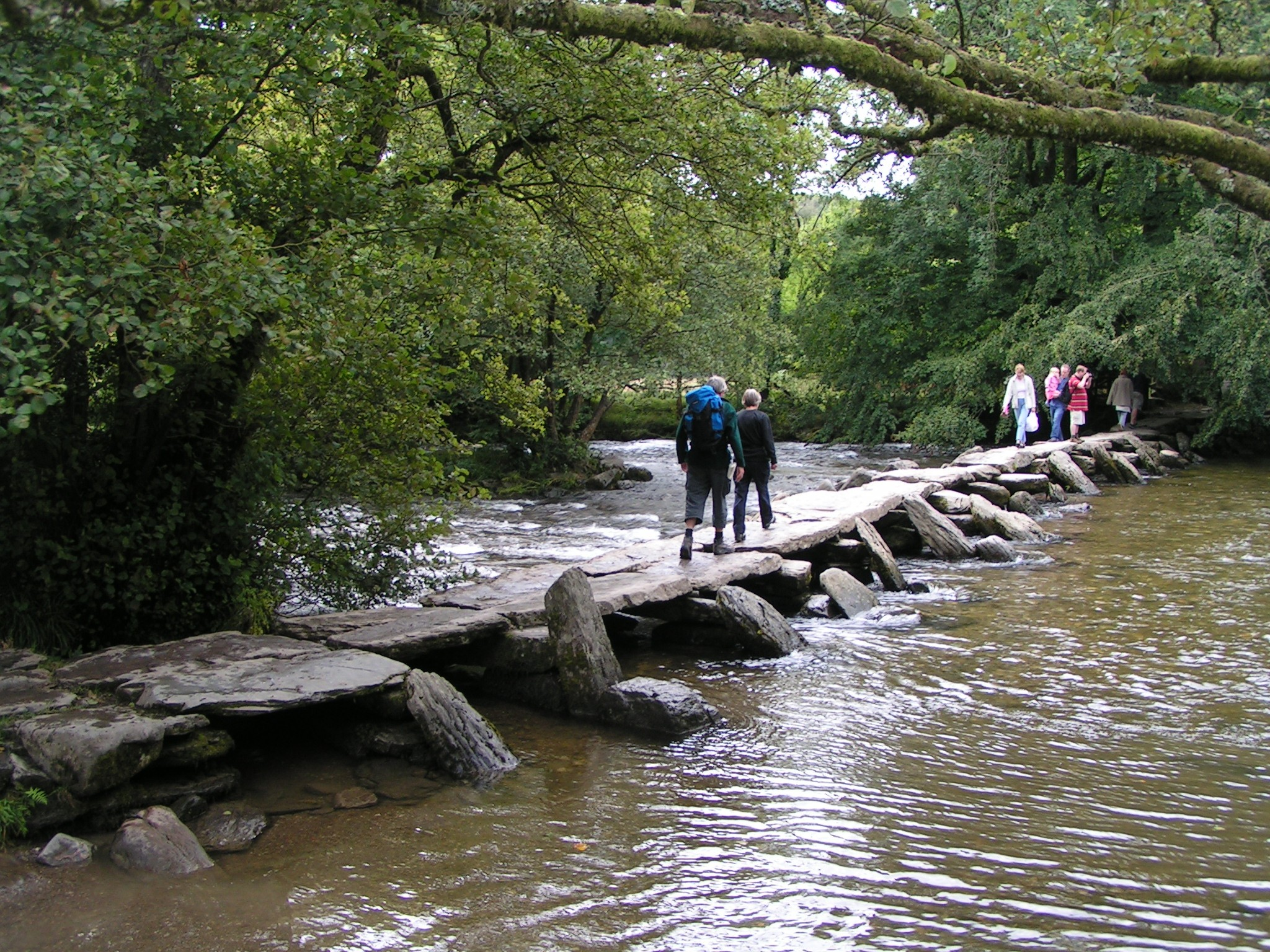
Les Tarr Steps, Exmoor, Somerset, Angleterre.

Un pont en dalles de pierre est un pont composé de grandes dalles plates de granit ou de schiste, supportées par des piles de pierre ou reposant sur les berges des rivières. Il est similaire aux pierres de gué qui en sont la version rudimentaire.

## Exemples

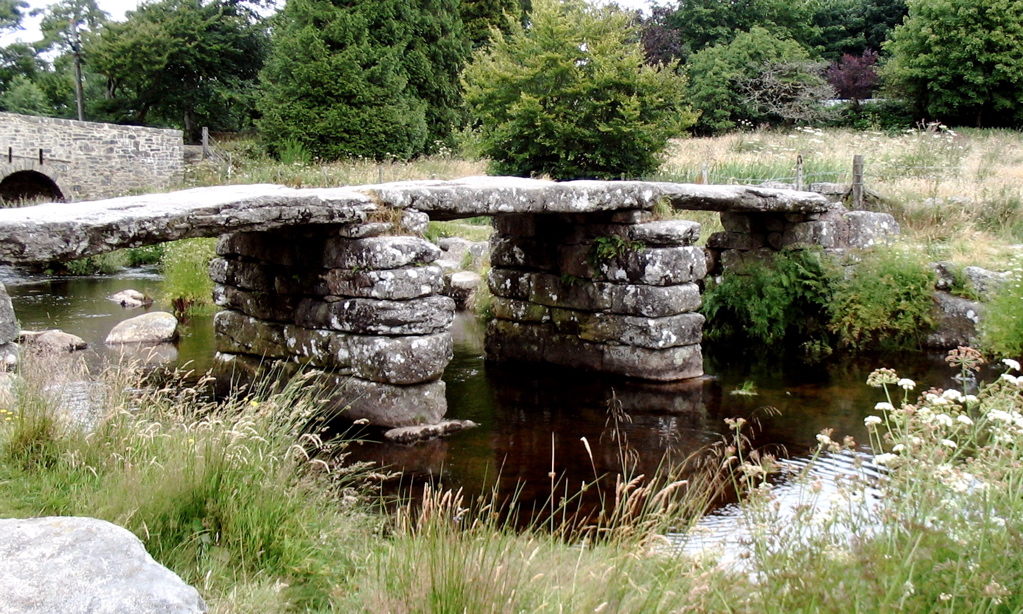
Pont de Postbridge.

Le plus grand pont en dalles de pierre est le pont d'Anping en Chine. Construit vers 1000, il est long de 2 223 m et sa plus grande dalle mesure 75 cm d'épaisseur, 11 m de long et pèse 20 t.
Au Royaume-Uni, les ponts en dalles de pierre sont typiques des landes du Devon (Dartmoor et Exmoor) et d'autres régions comme Snowdonia et Anglesey. Ce modèle de pont est connu en anglais sous la dénomination de clapper bridge. La plupart ont été érigés au Moyen Âge. Le pont de Postbridge, à Postbridge dans le Dartmoor, possède des dalles de plus de 4 m de long, de 2 m de large et de plus de 8 tonnes ; un petit charriot peut le traverser. Il date d'au moins 1380 et a été construit pour faciliter le transport d'étain du Dartmoor à la ville de Tavistock.
Sur le plateau de Millevaches, dans le Massif central, le pont en dalles revêt une dimension patrimoniale. Il est appelé « planche » ou « pont-planche », ce qui explique plusieurs toponymes.